# Saison d'éclipses

Durant la révolution de la Terre autour du Soleil, le plan orbital lunaire (incliné de 5° par rapport au plan orbital de la Terre) produit une révolution des nœuds lunaires par rapport à la Terre. Une saison d'éclipses advient approximativement tous les six mois, durant laquelle peuvent se produire une éclipse solaire (à la nouvelle lune) et une éclipse lunaire (à la pleine lune).

Une saison d'éclipses est la période durant laquelle les nœuds de l'orbite lunaire sont placés tels qu'une éclipse puisse se produire si la Lune arrive à un des nœuds de son orbite. Produisant une éclipse lunaire ou bien solaire selon que le nœud considéré est placé avant ou après la Terre (vu du Soleil).

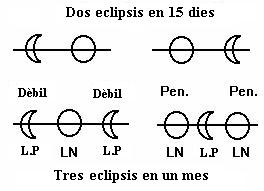
Schéma des éclipses possibles en une saison d'éclipses.

Une saison d'éclipses dure entre 31 et 37 jours, durant laquelle il se produit au moins deux éclipses (de Lune et de Soleil). Et il peut se produire jusqu'à trois éclipses : deux de Lune ou de Soleil, « encadrant » une éclipse de type opposé (de Lune ou de Soleil) qui se produit vers le milieu de la saison d'éclipses.
Plus d'une éclipse de Lune sur deux est partielle. Une éclipse de Soleil peut être partielle, annulaire ou totale, ou bien hybride. Une éclipse de Lune est visible partout où elle se trouve dans le ciel tandis qu'une éclipse centrale de Soleil n'est visible que dans le cône d'ombre ou d'antéombre de la Lune. Une éclipse partielle de Soleil n'est visible que dans la zone de pénombre de la Lune.
Les saisons d'éclipses durent environ un peu plus d'un mois (juste plus d'une lunaison) et se suivent tous les 173,31 jours (une demi-année draconitique). Cette période est plus courte qu'une demi-année sidérale parce que la ligne des nœuds a un mouvement de précession rétrograde avec une période de 18,6 ans.